# Licea ogólnokształcące w Warszawie
Licea Ogólnokształcące w Warszawie
| szkoła publiczna    |
| szkoła niepubliczna |

## Bemowo[1]
| numer                                      | patron                                 | data utworzenia | adres                |
| ------------------------------------------ | -------------------------------------- | --------------- | -------------------- |
| LXXVIII Liceum Ogólnokształcące            | im. Marii Pawlikowskiej-Jasnorzewskiej | 1992            | ul. Anieli Krzywoń 3 |
| Liceum Ogólnokształcące Niepubliczne nr 29 | im. Ignacego Jana Paderewskiego        | 1992            | ul. Powązkowska 90   |
| Liceum Ogólnokształcące nr 67 MGM          |                                        | 1996            | ul. Powązkowska 59   |

## Białołęka[2]
| numer                                              | patron                 | data utworzenia | adres                    |
| -------------------------------------------------- | ---------------------- | --------------- | ------------------------ |
| CV Liceum Ogólnokształcące                         | im. Zbigniewa Herberta | 1997            | ul. Vincenta van Gogha 1 |
| CLXV Liceum Ogólnokształcące                       |                        | 2020            | ul. Ostródzka 175        |
| Niepubliczne Liceum Ogólnokształcące Dla Dorosłych |                        |                 |                          |

## Bielany[3]
| numer                                                            | patron                             | data utworzenia | adres              |
| ---------------------------------------------------------------- | ---------------------------------- | --------------- | ------------------ |
| XXII Liceum Ogólnokształcące                                     | im. José Martí                     | 1945            | ul. Staffa 111     |
| XXXIX Liceum Ogólnokształcące                                    | im. Lotnictwa Polskiego            | 1963            | ul. Zuga 16        |
| XLI Liceum Ogólnokształcące                                      | im. Joachima Lelewela              | 1920            | ul. Kiwerska 3     |
| LII Liceum Ogólnokształcące                                      | im. Władysława Stanisława Reymonta | 1990            | ul. Żeromskiego 81 |
| LIX Liceum Ogólnokształcące Mistrzostwa Sportowego               | im. Janusza Kusocińskiego          |                 | ul. Lindego 20     |
| LX Liceum Ogólnokształcące                                       | im. Wojciecha Górskiego            | 1982            | ul. Tołstoja 2     |
| XCIV Liceum Ogólnokształcące                                     | im. gen. Stanisława Maczka         | 1995            | ul. Gwiaździsta 35 |
| CXXII Liceum Ogólnokształcące                                    | im. Ignacego Domeyki               |                 | ul. Staffa 3/5     |
| CXLI Liceum Ogólnokształcące                                     |                                    |                 | ul. Reymonta 16    |
| Katolickie Liceum Ogólnokształcące im. Bł. Ks. R. Archutowskiego | im. Bł. Ks. Romana Archutowskiego  | 1997            | ul. Dewajtis 3     |

## Mokotów[4]
| numer                                                                            | patron                                                               | data utworzenia | adres                                                    |
| -------------------------------------------------------------------------------- | -------------------------------------------------------------------- | --------------- | -------------------------------------------------------- |
| VI Liceum Ogólnokształcące                                                       | im. Tadeusza Reytana                                                 | 1905            | ul. Wiktorska 30/32                                      |
| X Liceum Ogólnokształcące                                                        | im. Królowej Jadwigi                                                 | 1874            | ul. Woronicza 8                                          |
| XXVIII Liceum Ogólnokształcące                                                   | im. Jana Kochanowskiego                                              | 1947            | ul. Wiktorska 99                                         |
| XXXIV Liceum Ogólnokształcące z Oddziałami Dwujęzycznymi                         | im. Miguela de Cervantesa (dawniej im. Karola Świerczewskiego)       | 1945            | ul. Zakrzewska 24                                        |
| XLII Liceum Ogólnokształcące                                                     | im. Marii Konopnickiej                                               |                 | ul. Madalińskiego 22                                     |
| XLIII Liceum Ogólnokształcące                                                    | im. Kazimierza Wielkiego                                             |                 | al. Niepodległości 27 (poprzedni adres ul. Gandhiego 13) |
| XLIV Liceum Ogólnokształcące                                                     | im. Stefana Banacha (dawniej im. Antoniego Dobiszowskiego)           | 1954            | ul. Dolna 6                                              |
| XLIX Liceum Ogólnokształcące                                                     | im. Johanna Wolfganga Goethego (dawniej im. Zygmunta Modzelewskiego) | 1956            | ul. Joliot-Curie 14                                      |
| LXV Liceum Ogólnokształcące z Oddziałami Integracyjnymi                          | im. gen. Józefa Bema                                                 | 1968            | ul. Marynarska 2/6                                       |
| LXVIII Liceum Ogólnokształcące                                                   | im. Tytusa Chałubińskiego                                            | 1991            | ul. Narbutta 31                                          |
| LXXX Liceum Ogólnokształcące                                                     | im. Leopolda Staffa                                                  | 1992            | ul. Wiśniowa 56                                          |
| CX Liceum Ogólnokształcące                                                       | im. Roberta Schumana                                                 |                 | al. Sobieskiego 68                                       |
| CLI Liceum Ogólnokształcące dla dorosłych                                        |                                                                      |                 | ul. Bełska 1/3                                           |
| CLII Liceum Ogólnokształcące dla dorosłych                                       |                                                                      |                 | ul. Rzymowskiego 38                                      |
| CLIII Liceum Ogólnokształcące dla dorosłych                                      |                                                                      |                 | ul. Kazimierzowska 60                                    |
| CLV Liceum Ogólnokształcące z Oddziałami Dwujęzycznymi                           | im. Bohaterek Powstania Warszawskiego                                | 2017            | ul. Żywnego 25                                           |
| CLVI Liceum Ogólnokształcące Integracyjne "Przy Łazienkach Królewskich"          |                                                                      |                 | ul. Podchorążych 49/61                                   |
| CLXIV Liceum Ogólnokształcące Mistrzostwa Sportowego                             |                                                                      |                 | ul. Chełmska 23                                          |
| Liceum Ogólnokształcące Sióstr Nazaretanek                                       |                                                                      | 1919            | ul. Czerniakowska 137                                    |
| Liceum Ogólnokształcące z Oddziałami Dwujęzycznymi Fundacji Szkolnej w Warszawie |                                                                      | 2021            | ul. Taborowa 8/10                                        |
| Liceum Ogólnokształcące Niepubliczne Nr 37                                       |                                                                      | 1992            | ul. Odyńca 6                                             |
| Liceum Ogólnokształcące Nr 74                                                    |                                                                      | 1992            | ul. Żuławskiego 4/6                                      |
| Liceum Ogólnokształcące Szkoła Liderów                                           |                                                                      |                 | ul. Bobrowiecka 9                                        |
| Liceum Ogólnokształcące Chocimska Nova                                           |                                                                      | 2024            | ul. Kielecka 44                                          |

## Ochota[5]
| numer                                                    | patron                                                   | data utworzenia | adres               |
| -------------------------------------------------------- | -------------------------------------------------------- | --------------- | ------------------- |
| VII Liceum Ogólnokształcące                              | im. Juliusza Słowackiego                                 | 1860            | ul. Wawelska 46     |
| XIV Liceum Ogólnokształcące                              | im. Stanisława Staszica (dawniej im. Klementa Gottwalda) | 1906            | ul. Nowowiejska 37a |
| XXI Liceum Ogólnokształcące                              | im. Hugona Kołłątaja                                     | 1921            | ul. Grójecka 93     |
| XLVIII Liceum Ogólnokształcące                           | im. Edwarda Dembowskiego                                 | 1957            | ul. Barska 32       |
| CLX Liceum Ogólnokształcące                              | im. gen. dyw. Stefana Roweckiego „Grota”                 | 1962            | ul. Siemieńskiego 6 |
| LXIX Liceum Ogólnokształcące z Oddziałami Integracyjnymi | im. Bohaterów Powstania Warszawskiego 1944               | 1996            | ul. Urbanistów 3    |

## Praga-Południe[6]
| numer                                                   | patron                        | data utworzenia | adres                       |
| ------------------------------------------------------- | ----------------------------- | --------------- | --------------------------- |
| IV Liceum Ogólnokształcące                              | im. Adama Mickiewicza         | 1897            | ul. Saska 59                |
| XIX Liceum Ogólnokształcące                             | im. Powstańców Warszawy       | 1944            | ul. Zbaraska 1              |
| XXIII Liceum Ogólnokształcące                           | im. Marii Skłodowskiej-Curie  |                 | ul. Naddnieprzańska 2/4     |
| XXXV Liceum Ogólnokształcące z Oddziałami Dwujęzycznymi | im. Bolesława Prusa           | 1922            | ul. Zwycięzców 7/9          |
| XLVII Liceum Ogólnokształcące                           | im. Stanisława Wyspiańskiego  | 1954            | ul. Międzyborska 64/70      |
| LXXII Liceum Ogólnokształcące                           | im. gen. Jakuba Jasińskiego   | 1991            | ul. Grochowska 346/348      |
| LXXXVII Liceum Ogólnokształcące                         | im. gen. Leopolda Okulickiego | 1993            | ul. Saska 78                |
| XCVI Liceum Ogólnokształcące                            | im. Agnieszki Osieckiej       |                 | al. Stanów Zjednoczonych 24 |
| XCVII Liceum Ogólnokształcące                           | im. Olimpijczyków Polskich    |                 | ul. Siennicka 15            |
| XCIX Liceum Ogólnokształcące z Oddziałami Dwujęzycznymi | im. Zbigniewa Herberta        | 1997            | ul. Fundamentowa 38/42      |
| CXI Liceum Ogólnokształcące                             | im. Stefana Kisielewskiego    |                 | ul. Szczawnicka 1           |
| CXLVII Liceum Ogólnokształcące dla Dorosłych            |                               |                 | ul. Komorska 17/23          |
| Liceum Ogólnokształcące Niepubliczne nr 70              |                               |                 | ul. Chodakowska 50          |

## Praga-Północ[7]
| numer                               | patron                            | data utworzenia | adres                 |
| ----------------------------------- | --------------------------------- | --------------- | --------------------- |
| VIII Liceum Ogólnokształcące        | im. Władysława IV                 | 1885            | ul. Jagiellońska 38   |
| XX Liceum Ogólnokształcące          | im. Bolesława Chrobrego           |                 | ul. Objazdowa 3       |
| L Liceum Ogólnokształcące           | im. Ruy Barbosy                   | 1908            | ul. Burdzińskiego 4   |
| LXXVI Liceum Ogólnokształcące       | im. Marszałka Józefa Piłsudskiego |                 | ul. Kowelska 1        |
| Wielokulturowe Liceum Humanistyczne | im. Jacka Kuronia                 |                 | ul. Kłopotowskiego 31 |

## Rembertów[8]
| numer                      | patron                  | data utworzenia | adres            |
| -------------------------- | ----------------------- | --------------- | ---------------- |
| LI Liceum Ogólnokształcące | im. Tadeusza Kościuszki | 1944            | ul. Kadrowa 5/15 |

## Śródmieście[9]
| numer                                                           | patron                                   | data utworzenia | adres                                 |
| --------------------------------------------------------------- | ---------------------------------------- | --------------- | ------------------------------------- |
| II Liceum Ogólnokształcące z Oddziałami Dwujęzycznymi           | im. Stefana Batorego                     | 1918            | ul. Myśliwiecka 6                     |
| V Liceum Ogólnokształcące                                       | im. Księcia Józefa Poniatowskiego        | 1918            | ul. Nowolipie 8                       |
| IX Liceum Ogólnokształcące                                      | im. Klementyny Hoffmanowej               | 1874            | ul. Hoża 88 (wejście od ul. Wspólnej) |
| XI Liceum Ogólnokształcące                                      | im. Mikołaja Reja                        | 1906            | ul. Królewska 19/21                   |
| XV Liceum Ogólnokształcące                                      | im. Narcyzy Żmichowskiej                 | 1919            | ul. Klonowa 16                        |
| XVII Liceum Ogólnokształcące                                    | im. Andrzeja Frycza Modrzewskiego        | 1960            | ul. Elektoralna 5/7                   |
| XVIII Liceum Ogólnokształcące                                   | im. Jana Zamoyskiego                     | 1905            | ul. Smolna 30                         |
| XXVII Liceum Ogólnokształcące                                   | im. Tadeusza Czackiego                   | 1876            | ul. Polna 5                           |
| XXXII Liceum Ogólnokształcące                                   | im. gen. Stefana Grota-Roweckiego        |                 | ul. Stawki 4                          |
| XXXVII Liceum Ogólnokształcące                                  | im. Jarosława Dąbrowskiego               |                 | ul. Świętokrzyska 1                   |
| LVIII Liceum Ogólnokształcące                                   | im. Krzysztofa Kamila Baczyńskiego       |                 | ul. Górnośląska 31                    |
| LXII Liceum Ogólnokształcące Mistrzostwa Sportowego             | im. gen. Władysława Andersa              | 1985            | ul. Konwiktorska 5/7                  |
| LXVII Liceum Ogólnokształcące                                   | im. Jana Nowaka-Jeziorańskiego           |                 | ul. Hoża 11/15                        |
| LXXV Liceum Ogólnokształcące                                    | im. Jana III Sobieskiego                 | 1991            | ul. Czerniakowska 128                 |
| LXXXI Liceum Ogólnokształcące                                   | im. Aleksandra Fredry                    | 1992            | ul. Miła 7                            |
| LXXXIII Liceum Ogólnokształcące                                 | im. Emiliana Konopczyńskiego             |                 | ul. Konopczyńskiego 4                 |
| CLVII Liceum Ogólnokształcące                                   | im. Marii Skłodowskiej-Curie             |                 | ul. Świętokrzyska 18a                 |
| 21 Społeczne Liceum Ogólnokształcące                            | im. Jerzego Grotowskiego                 | 1991            | al. Jana Pawła II 36 c                |
| Niepubliczne Liceum Ogólnokształcące nr 30 ZDZ                  |                                          |                 | ul. Podwale 13                        |
| Społeczne Liceum Ogólnokształcące nr 11                         |                                          |                 | pl. Defilad 1                         |
| Liceum Ogólnokształcące                                         | im. św. Tomasza z Akwinu                 |                 | ul. Marii Konopnickiej 6              |
| Prywatne Żeńskie Liceum Ogólnokształcące                        | im. Cecylii Plater-Zyberkówny            | 1883            | ul. Piękna 24/26                      |
| Społeczne Liceum Ogólnokształcące nr 25                         | im. Marzeny Okońskiej                    |                 | al. „Solidarności” 101D               |
| Społeczne Liceum Ogólnokształcące nr 7                          | im. Bronisława Geremka                   |                 | ul. Karmelicka 26                     |
| I Społeczne Liceum Ogólnokształcące                             | im. Maharadży Jam Saheba Digvijay Sinhji |                 | ul. Bednarska 2/4                     |
| 2 Społeczne Liceum Ogólnokształcące                             | im. Pawła Jasienicy                      |                 | ul. Nowowiejska 5                     |
| Liceum Ogólnokształcące nr 50 Stowarzyszenia Kultury i Edukacji |                                          |                 | ul. Foksal 11                         |
| Liceum Ogólnokształcące LifeSkills nr 1                         |                                          |                 | ul. Hoża 88                           |
| Liceum Ogólnokształcące Chocimska                               |                                          | 2019            | ul. Miodowa 21c                       |

## Targówek[10]
| numer                                                      | patron                    | data utworzenia | adres                |
| ---------------------------------------------------------- | ------------------------- | --------------- | -------------------- |
| XIII Liceum Ogólnokształcące z Oddziałami Dwujęzycznymi    | im. Leopolda Lisa-Kuli    | 1928            | ul. Oszmiańska 23/25 |
| XLVI Liceum Ogólnokształcące z Oddziałami Dwujęzycznymi    | im. Stefana Czarnieckiego | 1960            | ul. Żuromińska 4     |
| CII Liceum Ogólnokształcące                                | im. ks. Józefa Woźniaka   |                 | ul. Bartnicza 2      |
| CXXXVII Liceum Ogólnokształcące z Oddziałami Dwujęzycznymi | im. Roberta Schumana      |                 | ul. Olgierda 35/41   |
| CXL Liceum Ogólnokształcące dla Dorosłych                  |                           |                 | ul. Wysockiego 51    |
| CLXII Liceum Ogólnokształcące                              |                           |                 | ul. Turmoncka 2      |
| Liceum Ogólnokształcące Społeczne nr 11                    |                           |                 | ul. Toruńska 23      |
| Humanistyczne Liceum Ogólnokształcące nr 48 STO            |                           |                 | ul. Toruńska 23      |

## Ursus[11]
| numer                                   | patron                            | data utworzenia | adres                  |
| --------------------------------------- | --------------------------------- | --------------- | ---------------------- |
| LVI Liceum Ogólnokształcące             | im. Rotmistrza Witolda Pileckiego | 1944            | ul. Dzieci Warszawy 42 |
| Społeczne Liceum Ogólnokształcące nr 22 |                                   |                 | ul. Dzieci Warszawy 42 |

## Ursynów[12]
| numer                                      | patron                         | data utworzenia | adres                              |
| ------------------------------------------ | ------------------------------ | --------------- | ---------------------------------- |
| LXIII Liceum Ogólnokształcące              | im. Lajosa Kossutha            | 1990            | ul. Hirszfelda 11                  |
| LXX Liceum Ogólnokształcące                | im. Aleksandra Kamińskiego     | 1991            | ul. Dembowskiego 1                 |
| CLVIII Liceum Ogólnokształcące             | im. Ks. Izabeli Czartoryskiej  |                 | ul. Szolc-Rogozińskiego 2          |
| Społeczne Liceum Ogólnokształcące nr 1     | im. Jana Nowaka-Jeziorańskiego |                 | ul. Polinezyjska 10 A              |
| Liceum Ogólnokształcące Przymierza Rodzin  | im. Jana Pawła II              |                 | ul. Grzegorzewskiej 10             |
| I Katolickie Liceum Społeczne              |                                |                 | al. Komisji Edukacji Narodowej 101 |
| Społeczne Liceum Ogólnokształcące nr 4     | im. Batalionu AK Parasol       |                 | ul. Hawajska 14a                   |
| Liceum Ogólnokształcące Niepubliczne Nr 40 |                                |                 | ul. Stryjeńskich 21                |
| Niepubliczne Liceum Ogólnokształcące nr 46 |                                |                 | ul. Lachmana 2                     |
| Liceum Ogólnokształcące Niepubliczne nr 47 | im. Roberta Schumana           |                 | ul. Balo 1                         |
| Niepubliczne Liceum Ogólnokształcące nr 61 | im. Stefana Kisielewskiego     |                 | ul. Przy Bażantarni 3              |
| Liceum Ogólnokształcące Niepubliczne nr 69 |                                |                 | ul. Wiolinowa 14                   |
| Liceum Ogólnokształcące Niepubliczne nr 72 |                                |                 | ul. Dembego 18                     |

## Wawer[13]
| numer                                                                        | patron                                                            | data utworzenia | adres            |
| ---------------------------------------------------------------------------- | ----------------------------------------------------------------- | --------------- | ---------------- |
| XXV Liceum Ogólnokształcące                                                  | im. Józefa Wybickiego                                             | 1950            | ul. Halna 20     |
| XXVI Liceum Ogólnokształcące                                                 | im. Juliana Tuwima (dawniej im. gen. Henryka Jankowskiego "Kuby") |                 | ul. Alpejska 16  |
| LXXXV Liceum Ogólnokształcące w Młodzieżowym Ośrodku Socjoterapii nr 2 "Kąt" |                                                                   |                 | ul. Zorzy 17     |
| Liceum Ogólnokształcące Niepubliczne nr 76                                   | im. Wisławy Szymborskiej                                          | 1998            | ul. Rogatkowa 50 |

## Wesoła[14]
| numer                                                                      | patron         | data utworzenia | adres                      |
| -------------------------------------------------------------------------- | -------------- | --------------- | -------------------------- |
| CLXIII Liceum Ogólnokształcące                                             | Czesław Niemen | 2019            | ul. Juliusza Słowackiego 3 |
| I Społeczne Liceum Ogólnokształcące w Wesołej z siedzibą w Starej Miłośnie |                |                 | ul. Jana Pawła II 102      |
| Liceum Ogólnokształcące Niepubliczne Nr 27 "Szkoła Rodzinna"               |                |                 | ul. Kruszyny 14a           |

## Wilanów[15]
| numer                                                                         | patron                           | data utworzenia | adres             |
| ----------------------------------------------------------------------------- | -------------------------------- | --------------- | ----------------- |
| XXXVIII Liceum Ogólnokształcące                                               | im. Stanisława Kostki Potockiego |                 | ul. Wiertnicza 26 |
| Liceum Ogólnokształcące Niepubliczne nr 38 Kolegium św. Stanisława Kostki KSW |                                  |                 | ul. Kolegiacka 1  |

## Włochy[16]
| numer                                                     | patron                             | data utworzeia | adres               |
| --------------------------------------------------------- | ---------------------------------- | -------------- | ------------------- |
| LXXIII Liceum Ogólnokształcące z Oddziałami Dwujęzycznymi | im. Zawiszaków Proporca "Victoria" |                | ul. Promienista 12a |
| LXXXIV Liceum Ogólnokształcące                            | im. Bohaterów Narwiku              |                | ul. Gładka 16       |
| CLIX Liceum Ogólnokształcące                              | im. Jana III Sobieskiego           | 2017           | ul. Solipska 17/19  |

## Wola[17]
| numer                                                 | patron                         | data utworzenia | adres              |
| ----------------------------------------------------- | ------------------------------ | --------------- | ------------------ |
| III Liceum Ogólnokształcące                           | im. gen. Józefa Sowińskiego    | 1923            | ul. Rogalińska 2   |
| XII Liceum Ogólnokształcące                           | im. Henryka Sienkiewicza       | 1990            | ul. Sienna 53      |
| XXIV Liceum Ogólnokształcące                          | im. Cypriana Norwida           | 1946            | ul. Obozowa 60     |
| XXX Liceum Ogólnokształcące                           | im. Jana Śniadeckiego          | 1949            | ul. Wolność 1/3    |
| XXXIII Liceum Ogólnokształcące Dwujęzyczne            | im. Mikołaja Kopernika         | 1949            | ul. Bema 76        |
| XL Liceum Ogólnokształcące z Oddziałami Dwujęzycznymi | im. Stefana Żeromskiego        | 1952            | ul. Platynowa 1    |
| XLV Liceum Ogólnokształcące                           | im. Romualda Traugutta         | 1954            | ul. Miła 26        |
| LXXXVI Liceum Ogólnokształcące                        | im. Batalionu "Zośka"          |                 | ul. Garbińskiego 1 |
| LXXXVIII Liceum Ogólnokształcące                      | im. Michała Konarskiego        | 1885            | ul. Okopowa 55a    |
| XCII Liceum Ogólnokształcące                          |                                |                 | ul. Ożarowska 71   |
| CXIX Liceum Ogólnokształcące                          | im. Jacka Kuronia              | 1998            | ul. Złota 58       |
| CXXV Liceum Ogólnokształcące                          | im. Waldemara Milewicza        |                 | ul. Chłodna 36/46  |
| CLXI Liceum Ogólnokształcące                          | im. Władysława Bartoszewskiego | 2018            | ul. Smocza 19      |
| Katolickie Liceum Ogólnokształcące                    | im. ks. Piotra Skargi          |                 | ul. Bema 73/75     |
| Katolickie Liceum Ogólnokształcące                    |                                |                 | ul. Ogrodowa 3a    |

## Żoliborz[18]
| numer                                                                           | patron                                          | data utworzenia | adres                         |
| ------------------------------------------------------------------------------- | ----------------------------------------------- | --------------- | ----------------------------- |
| I Liceum Ogólnokształcące z Oddziałami Integracyjnymi                           | im. Bolesława Limanowskiego                     | 1921            | ul. Felińskiego 15            |
| XVI Liceum Ogólnokształcące                                                     | im. Stefanii Sempołowskiej                      | 1935            | ul. ks. Jerzego Popiełuszki 5 |
| LXIV Liceum Ogólnokształcące                                                    | im. Stanisława Ignacego Witkiewicza „Witkacego” | 1990            | ul. Elbląska 51               |
| CXIV Liceum Ogólnokształcące                                                    |                                                 |                 | ul. Felińskiego 13            |
| Prywatne Liceum Ogólnokształcące Zgromadzenia Sióstr Zmartwychwstania Pańskiego | im. Matki Jadwigi Borzęckiej                    |                 | ul. Krasińskiego 31           |
| Liceum Filmowe z oddziałami dwujęzycznymi przy Warszawskiej Szkole Filmowej     |                                                 |                 | ul.gen. Zajączka 7            |
| Liceum Ogólnokształcące Kreacji Gier Wideo                                      |                                                 |                 | ul. gen. Zajączka 7           |

## Nieistniejące licea powstałe po 1945 roku
- LIII Liceum Ogólnokształcące Stowarzyszenia PAX pod wezwaniem św. Augustyna – istniejące w latach 1949–2004 liceum katolickie